# Отачь
Ота́чь (рус. Атаки; рум. Otaci) — город в Окницком районе Молдавии. До обретения Молдавией независимости назывался Ата́ки, 12 ноября 1998 года Росреестром рекомендовано именовать на русском языке как Отачь.
Название произошло от рум. otac — «укреплённое место», «укрытие», «полевой стан», «овчарня»; отачь — диалектный вариант множественного числа.

## География
Город расположен на правом берегу реки Днестр возле границы с Украиной. Площадь города составляет 3,71 км².

## История
Отачь в разное время обладал различными статусами: города, посёлка городского типа, посёлка, села. Также он входил в различные административно-территориальные единицы разных стран.
C 1873 по 1917 год Отачь входил в состав Сорокского уезда Бессарабской губернии Российской империи.
В 1917—1918 годах Отачь входил в состав Молдавской Демократической Республики.
Между 1918 и 1938 годами входил в состав пласы Климэуць (рум. Plasa Climăuți) Сорокского жудеца Румынии. Тогда же обладал статусом села и был фактически разделён на две части — село Отачь (рум. Otaci-Sat) и базар Отачь (рум. Otaci-Târg).
Между 1938 и 1940 годами входил в цинут Сучава Румынии.
В 1940 году Отачь вошёл в состав новой образованной республики — МССР, которая в свою очередь входила в состав СССР. Однако, в период Второй мировой войны с 1941 по 1944 год входила в состав Сорокского жудеца Губернаторства Бессарабии (аналогичное деление как и в период 1918—1938), которое находилось под контролем Румынии. Между 1940 и 1990 годами административно-территориальное деление МССР часто менялось и Атаки в различное время входили в состав Окницкого, Единецкого и Дондюшанского районов. Некоторый период времени являлись административным центром одноимённого Атакского района. В 1956 году Атаки получили статус посёлка городского типа.
С 1991 года, после обретения независимости Республикой Молдова, вошёл в состав Окницкого района Республики Молдова со статусом посёлка городского типа. В 1995 году обрёл статус города в том же Окницком районе Республики Молдова.
С 1999 года, после административно-территориальной реформы, и по февраль 2002 года город Отачь входил в состав Единецкого уезда Республики Молдова.
С февраля 2002 года, после новой административно-территориальной реформы, по настоящий момент город входит в состав Окницкого района Молдавии.

## Население
В 1897 году в городе проживало 6976 человек, из них около 67 % евреев.
В настоящее время в городе проживает около 8000 человек , около 50 % из них — украинцы, к другим национальностям относятся: цыгане, молдаване, русские, евреи. Свыше 90 процентов жителей — православные, владеющие украинским и русским языками.

## Экономика
В городе 31 предприятие, среди них самые крупные: акционерные общества «Нистру», «Роада-Отачь», «Улеекс», «Аским», «АТП-5», «Резонанца», общества с ограниченной ответственностью «Гамма-Колор», «Гамма-интернешнл». В Атаках находится зона свободного экономического предпринимательства. Есть магазин Duty-free. В городе 35 магазинов, в том числе 29 частных, 12 кафе, филиалы пяти банков.

### Транспорт
В Атаках расположены важные пункты перехода молдавско-украинской границы, железнодорожный и автомобильный мосты через Днестр на Могилёв-Подольский (Украина). Данный таможенный переход по итогам лета 2011 года пересекло более 850 тысяч человек, что являлось рекордом среди всех таможенных пунктов страны. В период 5-16 апреля 2012 года через таможенный пункт произошло 96 тысяч переходов. В первом полугодии 2013 года пропускной пункт молдо-украинской границы «Отачь» был самым популярным в республике.
Через Атаки проходят дороги национального значения: Атаки — Единцы, Могилёв-Подольский — Сороки. Между Атаками и соседними населёнными пунктами действуют линии маршрутного такси.

## Образование и спорт
В городе работают теоретический лицей имени Михая Эминеску, где обучение ведётся на русском и румынском языках, музыкальная школа, два детских сада.

## Памятники истории и архитектуры
- Бюст Петра Могилы
- Памятник Ленину
- Памятник воинам Великой Отечественной войны
- Храм святого архангела Михаила
- В пригородном селе Каларашовка расположен Свято-Успенский женский монастырь

## Галерея
- Петру Мовилэ
- Памятник В. И. Ленину
- Памятник воинам Великой Отечественной войны